# School (loạt phim truyền hình Hàn Quốc)
School (학교; RR: 'Hak-gyo') tên tiếng Việt: Học đường(Chuyện học đường) là một loạt phim truyền hình của Hàn Quốc được sản xuất bởi KBS2. Phần đầu tiên được công chiếu vào năm 1999 và kéo dài bốn năm liên tiếp (cho đến năm 2002) với 4 phần. Sau mười năm gián đoạn, loạt phim được khởi động lại với một mùa mới vào năm 2013. Bộ phim chủ yếu tập trung vào việc khắc họa các vấn đề thực tế mà học sinh Hàn Quốc phải đối mặt, như hệ thống giáo dục phân biệt đối xử, vấn đề tham nhũng, tự tử, bạo lực, văn hóa dạy thêm và bắt nạt.
Loạt phim đánh dấu sự nghiệp đi lên của nhiêu diễn viên trẻ.

## Các phần của loạt phim

### School 1
Một bộ phim về những vấn đề mà học sinh gặp phải trong trường học, học tập, tình yêu, gia đình và cách họ đấu tranh để vượt qua chúng.

### School 2
Bộ phim xoay quanh học sinh trung học, những người không chỉ phải giải quyết các vấn đề ở trường mà còn phải đối mặt với những vấn đề xảy ra với tuổi trẻ như tình yêu, tình bạn, nghịch cảnh không đề cập đến sự nổi loạn điển hình của tuổi trẻ bởi vì với họ trường học và tuổi trẻ của họ sẽ là một cuộc phiêu lưu tuyệt vời.

### School 3
Một bộ phim về những vấn đề mà học sinh gặp phải ở trường, giữa học tập, tình yêu, gia đình và cách họ đấu tranh để vượt qua chúng.

### School 4
Bộ phim truyền hình dành cho giới trẻ của KBS kể về cuộc sống của các giáo viên và học sinh tại trường trung học nghệ thuật Sewon.

### School 2013
Bộ phim mô tả các cuộc đấu tranh và những tình huống khó xử của các học sinh Hàn Quốc thời nay, chẳng hạn như bị bắt nạt, tự tử, bạo lực học đường, làm cho mối quan hệ thầy-trò ngày càng tệ đi, vấn đề gia sư và một số vấn đề thực tế khác ở trường học, tất cả đã được thu nhỏ trong lớp học của trường trung học Seung Ri.

### School 2015
Go Eun-byul (고은별) và Lee Eun-bi (이은비) là cặp song sinh giống hệt nhau, bị tách ra sau khi một người được nhận nuôi lúc 5 tuổi. Eun-bi sống tại Love House, một nhà trẻ mồ côi ở Tongyeong, tỉnh Nam Gyeongsang, nơi mà các đứa trẻ tìm đến cô như một người mẹ. Tuy nhiên, cô giấu sự thật rằng cô bị bắt nạt ở trường học bởi một nhóm nữ sinh do Kang So-young (강소영) đứng đầu, trong khi giáo viên nhắm mắt làm ngơ.
Mặt khác, Go Eun-byul đang theo học tại trường trung học Sekang, trường trung học tư nhân uy tín nhất ở quận Gangnam, Seoul. Những người bạn thân nhất của Eun-byul là Cha Song Joo (차송주) và Lee Shi-jin (이시진). Cô và Han Yi-an (한이안), (Nam Joo-hyuk), ngôi sao bơi lội của trường, đều có một điểm thu hút lẫn nhau. Họ đã là bạn từ khi 8 tuổi.
Eun-bi và Eun-byul trông hoàn toàn giống nhau, nhưng chỉ có Eun-byul là nhận thức về sự tồn tại của nhau. Không giống như Eun-bi là người thân thiện, vui vẻ thì Eun-byul lại khá khó gần và hay giấu kín cảm xúc.

### School 2017
Nội dung nói về một lớp học nơi các học sinh cố gắng vượt qua áp lực về kì thi của họ, và đối mặt với áp lực của tuổi thanh thiếu niên. Nhân vật chính là Ra Eun-ho (Kim Se-jeong), 18 tuổi vui vẻ và chân thật, có ước mở trở thành nghệ sĩ webtoon nhưng bị bắt trong cuộc truy tìm kẻ gây rối trong trường, còn gọi là 'Học sinh X'. Khi bị gọi là học sinh X, giấc mơ bước vào đại học chuyên ngành mĩ thuật rơi vào tình trạng nguy hiểm khi cô phải đối mặt với nguy cơ bị trục xuất.

### School 2021
Vào ngày 13 tháng 1, tin tức nói rằng thành viên X1, Kim Yo-han, sẽ là nam chính. Vào ngày 3 tháng 2, đã xác nhận rằng Kim Yo-han sẽ đóng vai nam chính. Kim Sae-ron cũng được xác nhận đóng vai nữ chính trong loạt phim.
Đây sẽ là loạt đầu tiên dựa trên một cuốn tiểu thuyết (Oh! My Men của Lee Hyun, được xuất bản bởi Munhakdongne Publishing Group năm 2011). Được sản xuất bởi SR Pictures và Kings Media. Bộ phim bắt đầu quay vào tháng 3 và bộ phim sẽ ra mắt vào tháng 8.